# Mark Brazill
Mark Brazill, né le 16 avril 1962 à Dunkirk, est un producteur délégué et scénariste américain.

## Biographie
Brazill est né le 16 avril 1962 à Dunkirk, une petite ville de l'état de New York.
Il est connu pour être l'un des créateurs de la série That '70s Show et l'un des écrivains (non crédité) du film Double Dragon.

## Affaire Judd Apatow
Dans un échange de courriels tendus entre Brazill et Judd Apatow, Brazill s'en prend à ce dernier en l'accusant de lui avoir volé des idées de scénarios. Il explique lui avoir parlé d'une idée de scénario que ce dernier s'est approprié, il l'accuse de l'avoir fait avec d'autres personnes.
Ces accusations furent publiées par le mensuel américain Harper's Magazine et restent consultable sur leur site.

## Filmographie

### Scénariste
- 1992 : The 1992 Billboard Music Awards (série télévisée)
- 1993 : The 1993 Billboard Music Awards (série télévisée)
- 1996 : Troisième planète après le Soleil (3rd Rock from the Sun) (série télévisée)
- 2002 : That '80s Show ("That '80s Show") (série télévisée)

### Producteur
- 1994 : Double Dragon (film)
- 1998 : That '70s Show ("That '70s Show") (série télévisée)